# Trojitá aliance (1668)
Trojitá aliance utvořená v roce 1668 Anglií, Švédskem a Spojenými provinciemi, byla zformována k tomu, aby zastavila rozšiřování Francie Ludvíka XIV. za devoluční války. Spojenci se sice nikdy nezapojili do válečných akcí a nepostavili se Francii v poli, ale byli společně Ludvíkovi XIV. dostatečnou hrozbou, aby zastavil postup svých vojsk a podepsal v Cáchách mír se Španělskem.